# A.S. Ørsted
 Der er flere personer med dette navn, se Anders Sandøe Ørsted (flertydig).
Anders Sandøe Ørsted (født 21. december 1778 i Rudkøbing, død 1. maj 1860 i København) var en dansk retslærd, embedsmand og politiker. Han var Danmarks 3. statsminister - med titel af premierminister - efter indførelsen af Junigrundloven, og han betragtes - ligesom sin bror H.C. Ørsted, som en af Den danske Guldalders hovedpersoner.

## Familiær baggrund
Moderen, Karen Hermansen, døde i 1793. Faderen, Søren Christian Ørsted (1750-1822), var apoteker i Rudkøbing, fra 1807 i Sorø, fra 1812 i Roskilde og blev i 1814 assessor pharmaciæ og forstander for Københavns fattigvæsens medicinaldispensationsanstalt.
Anders Sandøe Ørsted var lillebror til H.C. Ørsted.

## Den første undervisning
Ørsted fik tidligt sammen broderen Hans Christian Ørsted en meget uregelmæssig undervisning. Da de skulle lære at læse, sendtes de til den tyske parykmager, Oldenborg, der havde en dansk kone. Konen lærte dem at læse, og Oldenborg lærte drengene tysk ved at læse op for dem af sin tyske bibel og lod dem oversætte det oplæste til dansk. Da de kunne læse, lærte de Pontoppidans forklaring udenad. Selvom metoden ikke var den bedste, var ægteparret Oldenborg redelige og fromme mennesker, og Ørsted fattede en kærlighed både til bibelen og til forklaringen, som han bevarede hele sit liv.
Senere fik brødrene undervisning af andre lærere, men de to drenge arbejdede også sammen på egen hånd. De læste og oversatte Hübners verdenshistorie til dansk og skrev prædikener, da de ville være præster. Byfogden lærte dem fransk og engelsk, således at hver lærte sit sprog og igen underviste den anden i det. Da brødrene var 12 og 11 år gamle, kom de på apoteket, som A.S. Ørsted var ked af. I 1793 rejste de til København, og året efter tog de begge studentereksamen.

## Jura og Kant
Ørsted valgte jurastudiet på Københavns Universitet, men kastede sig også over filosofiske studier og blev en tid helt betaget af Kants teorier, som han lærte at kende gennem sine lærere Anders Gamborg og Johan Frederik Vilhelm Schlegel. Det, der især greb ham ved Kant, var det ophøjede i hans moral. Kants moralprincip var som en klippe, der kunne ordne tanker om samfundets berettigelse og forpligtelser. Det passede derfor Ørsted, da det filosofiske fakultet i 1797 udsatte som prisopgave En Fremstilling af Forholdet mellem Dydslærens og Retslærens Principper. Han vandt præmien og lod - på censorernes opfordring - afhandlingen trykke.
Han var på det tidspunkt 20 år gammel, og allerede i denne afhandling ses både de fortrin og mangler, der prægede hele hans forfattervirksomhed. Han har mange år senere begyndt en afhandling med de ord: ”Vi håbe, at Sandheden uden Ordbram og Lyst til at sige noget påfaldende vil findes ikke at ligge så højt, at det kun skulle være få udvalgte givet at skimte den, men at den er tilgængelig for enhver, der kan tænke i Sammenhæng og ikke skyer den Ulejlighed, som dermed er forbunden”. Disse ord kunne gerne stå som motto over alle hans skrifter. Selv når han skriver om filosofiske emner, falder det ham let og naturligt at udtrykke sig jævnt og almenforståeligt, og hans stil er næsten i alt for høj grad uden ”Ordbram”, det er, som var han bange for at fange læsernes fantasi ved kraftige eller billedlige udtryk, og han undgår i den grad at sige ”noget påfaldende”, at det stundom ikke er fri for, at ordene bliver trivielle. Det er læsernes tænkning, han taler til, og han stod hele sit liv uforstående over for det fænomen, at mennesker kunne vægre sig ved at lade sig overbevise, når sagen var stillet frem for dem med gode klare grunde, som de ikke kunne gendrive. Men Ørsted mangler forståelse af, at kun hvor forfatterens person træder frem, kommer han i ret forbindelse med læserne, og at der er mere hos disse, der skal sættes i bevægelse, end tankerne.
1799 tog Ørsted juridisk embedseksamen på Københavns Universitet med udmærkelse for begge prøver, en karakter, der ikke var givet, siden universitetsfundatsen 1788 omordnede denne eksamen. Han ønskede nu at gå den akademiske vej, men det lykkedes ham ikke at komme ind på denne. Hertugen af Augustenborg havde uvilje mod den kantiske filosofi, og han var ikke blevet bedre stemt mod Ørsted ved at denne på det kraftigste havde angrebet lyksalighedslæren, som endnu hyldedes af mange, især af de yngre teologer. I sit skrift havde han taget alvorlig fat på en af dens talsmænd, Johannes Boye og i et par tidsskriftsartikler stævnede han Otto Horrebow og hans tidsskrift Jesus og Fornuften for filosofiens domstol. Dertil kom, at han ved en konkurrenceforelæsning om en adjunktplads i det juridiske fakultet havde vist, at han var påvirket af Johann Gottlieb Fichte, som man vel i Danmark kun kendte lidt til, men som antoges at være ateist. Hertugen havde derved fået en uovervindelig uvilje imod ham. I et par år måtte han da leve af manuduktioner.

## Fortolkning og bedømmelse af trykkefriheden
I denne tid skrev han Forsøg til en rigtig Fortolkning og Bedømmelse over Forordningen, om Trykkefrihedens grænser af 27. september 1799. Han viser, at der ingen grund var til, som mange mente, at frygte for, at trykkefriheden nu var ophævet, og at loven ret fortolket heller ikke var uklar eller gav større spillerum for dommernes vilkårlighed, end der måtte være i en vel udarbejdet lov, der skulle anvendes på mange forskellige tilfælde, også sådanne, som lovgiveren ikke havde kunnet tænke på. Dette skrift grundlagde Ørsteds ry, og det med rette. Ikke blot fordi det fik Indflydelse på de domme, der siden fældedes i trykkefrihedssager, men især på grund af den forbavsende åndelige frodighed, der er i det. Det formelig vrimler af nye og originale tanker og indeholder spirerne til næsten alle de almindelige synspunkter, som Ørsted i sine senere skrifter har udviklet.
Efter at han 1800 forgæves havde søgt et embede som virkelig assessor i Hof- og Stadsretten samt protokolsekretær ved Højesteret, udnævntes han 1801 til surnumerær (overtallig) assessor i Hof- og Stadsretten. Lønnen var kun 200 rigsdaler, så han måtte stadig manuducere, men dog ægtede han nu, 10. juli 1802, sin 20årige brud, Sophie Wilhelmine Bertha Oehlenschläger, søsteren til hans gode ven, Adam Oehlenschläger. Den kreds af begavede og åndrige mænd, både danske og tyske, som kom i huset, beundrede med rette den unge frue; men hun stillede ikke manden i skygge; ”han beherskede, uden at vi tilstod det, os alle”, siger Steffens. – Efter sin første kones død ægtede Ørsted 27. marts 1819 Mathilde Elisabeth Rogert (25. april 1782 – 26. juni 1824), datter af landfysikus i Viborg dr. med. Johan Philip Rogert og Henriette Benedicte født Rosenstand-Goiske. Ørsted blev allerede 1801 virkelig assessor, og 1810 gik han som sådan over i Højesteret. 1809 ansattes han som meddirektør af pastoralseminariet og lærer i kirkeret ved dette. Han så bestandig siden med glæde tilbage på den tid, da han havde været dommer. Det var hans mening, at de liberale anskuelser, som havde gjort sig gældende i slutningen af det 18. århundrede, endnu fortsatte sig ind i det 19., men frem for alt følte han sig i en personlig gæld til dette tidsrum, fordi det havde hævet den religiøse og moralske bevidsthed til et standpunkt, som det 18. århundrede ikke havde drømt om, og genindsat de åndelige livsværdier i deres ret.

## Et uroligere liv
Langt uroligere blev hans liv, da han 1813 udnævntes til deputeret i det danske kancelli. Han havde misbilliget det kabinetsregimente, som kongen havde ført under krigen, men da der 1814 atter oprettedes i det mindste en skygge af et statsråd, håbede han på bedre tider, hvad der dog i mange måder blev en skuffelse, og han kom til at føle, at det var en vanskelig sag at være en højtstående embedsmand og tillige at ønske fremskridt i liberal retning. Især har han i alle de 35 år, han sad i kancelliet, med stor udholdenhed stridt imod den ”Forkvakling” af trykkefrihedsloven, som fandt sted ved skærpende bestemmelser og administrativ vilkårlighed, uagtet han derved mange gange kom i modstrid både med Frederik 6.’s og Christian 8.’s ønsker. Men dette var tilfældet også i andre sager, og i 1817 var han nær faldet i unåde. Den 25. juli gjorde tugthusfangerne oprør, og dagen efter befalede kongen kancelliet at indkomme med forslag om, at der skulle nedsættes en kommission til at undersøge sagen og dømme de skyldige uden appel. Kunne de skyldige ikke findes, skulle hver 10. mand af fangerne skydes. Ørsted kunne ikke indlade sig på at medvirke til en så himmelråbende uretfærdighed. Sagen blev ekspederet så hurtig, at han ikke fik indgivet noget separatvotum, men han undlod da at underskrive forestillingen. Herover blev kongen så forbitret, at han lod Ørsted kalde for sig og overvældede ham med bebrejdelser, fordi han havde gjort indvendinger mod hans ordre. Han beskyldte ham for både som skribent og embedsmand at have bragt fordærvelige grundsætninger i omløb og forledet domstolene til at antage sætninger, som var skadelige for samfundets fred, og endelig sagde han ham, at når han indgav ansøgning om sin afsked, skulle den blive ham tilstået. Han fik dog tilladelse til at indgive et forsvar for sin handlemåde. Dette, der bæres af en mandig selvbevidsthed, og hvori han ingenlunde hentyr (tager sin tilflugt) til kongens nåde, men påkalder hans retfærdighed, kunne ikke godt undgå at få udseende af en kritik af de øvrige deputeredes føjelighed, og da kongen viste Ørsteds skrivelse til kancelliets præsident Frederik Julius Kaas, blev denne lige så vred, som kongen havde været, han fandt, at hans embedsvirksomhed fremstilledes på en for ham fornærmende måde, han ville ikke længere sidde i kancelliet sammen med Ørsted, og han forlangte, at skrivelsen skulle sendes til kancelliet, for at dette kunne retfærdiggøre sig. Men trods alt dette skete der slet intet. Både kongen og Kaas kunne lige så hurtig glemme deres vrede, som de kunne bruse hastig op. Men Ørsted havde åbenbart lært af denne sag at være forsigtigere. I de følgende år, især fra 1818, gik hans bestræbelser især ud på at lægge dæmper på den voldsomme iver, hvormed kongen og hans adjudant, kaptajn Joseph Nicolai Benjamin Abrahamson, ville indføre den indbyrdes undervisning i skolerne; men her optræder han aldrig med noget særskilt votum; alle forestillingerne i denne sag falde egentlig i to dele. I den første roses metodens ypperlige virkninger, og det anbefales at bruge den; her er det den første deputerede, Christian Ludvig Lassen, der taler; i den anden påvises der, at den ikke kan bruges i alle fag, og at den ikke må befales indført, og her er det Ørsted, der har ordet. At Ørsted ikke var faldet i unåde, viste sig, da han 1824 (eller 1825) blev generalprokurør (prokukør = visse embedsmænd, der optrådte som kongens eller øvrighedens sagførere); han var da også i den bedste forståelse med Kaas.

## Den sidste filosofiske strid
I året 1824 deltog Ørsted for sidste gang i en filosofisk strid, i det han forsvarede den menneskelige frihed mod Frantz Gotthard Howitz, der havde gjort sig til talsmand for determinismen. Uagtet Ørsted altså her var i god overensstemmelse med Kant, viste det sig dog, at han i mange måder havde frigjort sig for hans indflydelse. Pontoppidans forklaring havde sejret over filosofien; han var vendt tilbage til kirkens lære; men ligesom han i det hele var mistroisk over for alle systemer, således forbeholdt han sig også en vis frihed over for kirkelæren. I den strid, som 1825 var opstået mellem Grundtvig og H.N. Clausen, var der et betydeligt juridisk element. Clausen ville have de gamle kirkelove forandrede. Grundtvig kaldte tydelig nok på regeringen, for at den skulle hævde dem. Ørsted skrev da i Juridisk Tidsskrift i anledning af en afhandling af Paul Detlev Christian Paulsen i Kiel: Behøver den danske Kirkeforfatning en omgribende Forandring?. Denne afhandling vakte først opsigt, fordi han ville påvise, at præsteeden ikke omfattede forpligtelse til at lære hele de symbolske bøgers indhold, hvilket især Kaas fandt meget betænkeligt. Men da Grundtvig og Jacob Christian Lindberg hver udgav et skrift, hvori der råbtes på kongeloven og danske lov, trådte den juridiske side af sagen mere og mere frem, og både kongen og Kaas fandt det, vel ikke helt med urette, utilbørligt, at generalprokurøren udtalte sig om en sag, der kunne nøde regeringen til indblanding. Efter lange forhandlinger blev resultatet, at Ørsted måtte gå ind på at standse sin litterære virksomhed, dog således, at han fik lov til at fuldende nogle påbegyndte arbejder. Han måtte tillige tage sin afsked som lærer ved pastoralseminariet.
I året 1827 døde Kaas, og Poul Christian von Stemann blev hans efterfølger. Hans administrative dygtighed er uomtvistet, men der var en dyb modsætning mellem ham og Ørsted; medens denne, når en afgørelse skulle træffes, med største omhu overvejede, hvorledes den ville virke på de mennesker og under de forhold, hvorpå den skulle anvendes, spurgte Stemann kun om, hvad der stemmede med lovgivningens bogstavelige udtryk. Dertil kom, at Ørsteds liberale anskuelser var ham, der var en varm tilhænger af enevælden, imod. Der fandt ikke mere sådanne eksplosioner sted som i Kaas’ tid; men uenigheden blev kronisk, der dannede sig til liden gavn for sagernes afgørelse to partier i kancelliet, og striden mellem disse varede så længe det bestod.

## Stænderforsamlingerne
Den 13. januar 1831 fik kancelliet ordre til at udarbejde et forslag til indførelse af rådgivende provinsialstænder. Ørsted arbejdede med stor glæde i denne sag, og han gjorde alt, for at forsamlingerne kunne blive et virkeligt udtryk for den offentlige mening. Han ville således, at der kun skulle være én forsamling for hele kongeriget, at der skulle forelægges stænderne en ”Finansetat”, at valgbarheden skulle blive så udstrakt som muligt med mere. Men han mødte en afgjort modstand, dels fra dem, der som Stemann frem for alt ville bevare enevælden ubeskåret, dels fra de store godsejere, der lagde vægten på, at valgbarhed og valgret skulle knyttes så meget som muligt til jordbesiddelse, medens der ikke måtte gøres ”Intelligensen” indrømmelser, og han måtte på alle punkter give efter. Men han fik en oprejsning, da kongen 1835 udnævnte ham til kommissarius ved begge de kongerigske forsamlinger. Da det første stændermøde i Roskilde sluttede, udtalte forsamlingens præsident, J.F. Schouw, at kongen ved at sende den Ørsted havde for anden gang skænket folket institutionen. Ørsted var ej blot kongens, men også folkets mand. Han sympatiserede egentlig mere med den daværende opposition i forsamlingen end med dens konservative parti; men i det han stræbte at skaffe den så vidt muligt en virkelig repræsentations ret og vilkår, søgte han tillige at forhindre, at der fremkom forslag, der for tiden vare uigennemførlige, og som kun kunne vække kongens uvilje; hans opgave var at tilvejebringe et tillidsforhold mellem kongen og forsamlingen, og trods mange rivninger, især med kongen, lykkedes det dog til dels i de første år.

## Statsminister
Kong Christian 8. udnævnte 1842 Ørsted til statsminister. Hans stilling som kommissarius blev efter tronskiftet vanskeligere, da kravene om en virkelig forfatning nu kom stærkere frem; i året 1840 blev han på grund af en ubetydelig sag, som kongen i øvrigt afgjorde stik imod hans råd, uenig med Schouw. Men det var dog først 1842, der skete et brud, som pludselig bevirkede, at Ørsted fra en af de populæreste mænd i landet blev en af de upopulæreste. Ørsted havde bestandig betragtet den spænding, der var opstået mellem kongens danske og tyske undersåtter, som en stor ulykke. Han var lige stærkt imod bestræbelserne for at løsne de bånd, der knyttede Slesvig til Holsten, og mod ønskerne om at løsrive det fra kongeriget. Ejderpolitikken og Slesvig-Holstenismen stod begge for ham som lige fordærvelige for staten. Da fandt i den slesvigske stænderforsamling 1842 de bekendte optrin sted, hvor advokat Gülich i anledning af, at også de skibe, der byggedes i hertugdømmerne, mærkedes ”Dansk Ejendom”, udbrød: ”Fort mit dem Stempel der Knechtschaft”, og hvor Peter Hiort Lorenzen to dage efter talte dansk, og dette blev ham forbudt. Efterretningen herom gik som en løbeild gennem hele landet, og det første sted, hvor den tændte, var Viborg stænderforsamling. Ørsted søgte at forhindre, at denne forhandlede om en sag, som han anså for at være forsamlingen uvedkommende. Men denne vedtog så godt som enstemmig at sende kongen en adresse om beskyttelse for den danske nationalitet i Slesvig. Hermed var den taktik, som Ørsted havde fulgt i tre stænderforsamlinger, bristet i den fjerde; han tog sit parti som en mand, om det end må have været ham smerteligt at blive genstand for en i hans øjne ufortjent mistillid og uvilje. Men han vil ikke kunne frikendes for at have miskendt den nationale følelses ret og magt, og han bidrog mod sin vilje til, at det unge liberale parti i kongeriget fik ny vind i sine slappe sejl ved at antage sig den nationale bevægelse. Ørsted deltog i kongens bestræbelser for at dæmpe det vakte røre i den følgende tid og har vel sin del i, at det, der foretoges, kun blev halve forholdsregler. Da kongen 1846 skiftede politik og udstedte sit åbne brev om arvefølgen, var Ørsted ikke helt enig i fremgangsmåden. I følge hele sit standpunkt kunne han ikke lægge vægten udelukkende på de indviklede historiske og juridiske undersøgelser, men han ville, at man skulle have holdt sig til, at det ikke med noget skin af ret kunne nægtes, at det gottorpske Slesvig var erhvervet således, at det også måtte gå i arv til kvindelinjerne, og var dette tilfældet, ville det dog være alt for umuligt at antage, at ikke det samme skulle være tilfældet med den kongerigske del.

## Indførelsen af demokratiet
Efter Christian 8.’s død blev Ørsted, Carl Moltke og Peter Georg Bang medlemmer af den komité, der skulle udarbejde en forfatning i henhold til reskriptet af 28. januar 1848. Komitéen arbejdede endnu den 20. marts, da det første kasinomøde holdtes. Dagen efter tog hele ministeriet sin afsked. I oktober valgtes Ørsted i København til medlem af den grundlovgivende rigsforsamling. Han deltog flittig i forhandlingerne, men uden at kunne vinde nogen indflydelse, og han hørte til dem, der til sidst stemte mod Grundlovens vedtagelse. 1849 valgtes han til medlem af Landstinget. Han udgav i dette tidsrum flere politiske småskrifter, hvoraf det betydeligste er For den danske Stats Opretholdelse i sin Helhed (1850). De politiske udsigter havde alt den gang forandret sig, Ejderpolitikken syntes at være bleven umulig, og 27. januar 1852 dannedes ministeriet Bluhme, det første helstatsministerium. Under forhandlingen om arvefølgen 1853 faldt der i den forenede Rigsdag 97 stemmer på et af Ørsted stillet forslag om den motivering, hvormed loven skulle vedtages. Vel var dette antal ikke tilstrækkeligt, der krævedes 3/4 af stemmerne, hvorfor Rigsdagen opløstes, men samtidig gik to af ministrene, Bang og Carl Frederik Simony, af, og Ørsted udnævntes til kultur- og indenrigsminister samt premierminister for kongeriget. Arvefølgeloven blev nu gennemført, og man skred derefter til at foretage den indskrænkning af junigrundloven, som fællesforfatningen ville gøre nødvendig. Under den indviklede strid, der førtes herom, var Ørsted for så vidt den liberaleste af ministrene, som han på ingen måde ville gøre kongen uindskrænket i de fælles anliggender. Den nye forsamlings medlemmer skulle alle være folkevalgte, og den skulle have en betydelig besluttende myndighed. Men med hensyn til måden, hvorpå forfatningen skulle sættes i kraft, var det hans anskuelse, at kunne man ikke komme til rette med rigsdagen, skulle kongen benytte sig af, at junigrundloven var underskrevet ”med Forbehold af alt, hvad der vedkommer Hertugdømmet Slesvigs Stilling”, til at oktrojere (privilegere) ikke blot den nye forfatning, men også indskrænkningen af grundloven. Men her har han ikke kunnet få sine kolleger til at følge sig. Herved så vel som ved uenighed med kongen opstod der megen vaklen mellem holdningsløshed og voldsomhed, men det er næppe muligt at afgøre, hvor meget ansvar Ørsted har derfor. Derimod må biskop Ditlev Gothard Monrads afskedigelse tilregnes ham, lige så vel som de mange pressesager, der anlagdes; han havde nemlig afgivet indenrigsministeriet til Frederik Ferdinand Tillisch, men omtrent samtidig midlertidig måttet overtage justitsministeriet. 3. december 1854 afskedigedes hele ministeriet. Ørsted var dengang næsten 76 år gammel. Han var i kampens hede blevet beskyldt for grisk begærlighed efter magten. Det er vel muligt, at han ikke ugerne har modtaget en ministerstilling; han havde i virkeligheden noget, han ville udføre, og som han var urokkelig overbevist om skulle blive til gavn for den danske stat; men ved siden heraf var det for ham en bevæggrund, at han oppebar en pension af samme størrelse som en ministergage, og han ville derfor have fundet det ”højst uværdigt”, om han havde nægtet at overtage et embede, når man fandt ham skikket dertil.
Som bekendt rejste Folketinget klage mod alle de ministre, der havde ansvar for Rigsdagen. Det var sikkert ikke vel betænkt, at det ikke lod det blive ved dem, der havde paraferet ordrerne om rustninger i anledning af Krimkrigen, uden at Rigsdagen var spurgt, og endnu mindre, at anklageren, advokat Gustav Edvard Brock, nedlagde påstand blandt andet om straf for højforræderi, hvilken påstand Ørsted hånede i bitre og træffende ord. Forsvaret for ham blev ført på den værdigste måde, og hans defensor gjorde ikke mindste forsøg på at skille hans sag fra hans kollegers. Som bekendt endte rigsretssagen med frifindelse for alle ministrene; for Ørsteds vedkommende var det ikke blot medlemmerne af højesteret, men også nogle af landstingsdommerne, der stemte for denne.

## Den sidste tid
Ørsted skrev også, efter endelig at være udtrådt af statstjenesten, adskillige polemiske småskrifter. tillige fortsatte han udgivelsen af Af mit Livs og min Tids Historie. To bind var udkommet 1851 og 1852; to andre kom 1857 og 1858. Det hele store værk, ca. 130 ark, vidner om, at hans arbejdskraft ikke var bleven svækket. Men det viser tillige, at den vanskelighed, han al tid havde haft ved ikke at lade sidetanker og digressioner få et sådant omfang, at hovedtankernes klarhed svækkedes, ikke var bleven mindre på hans gamle dage. Skriftet taber hurtig sin biografiske karakter og bliver en samling historisk-juridiske afhandlinger om de sager, hvormed han i sit lange liv har beskæftiget sig. Det er ikke let at finde rede i; men det indeholder uvurderlige oplysninger om Danmarks historie i den første halvdel af det 19. århundrede, og tillige viser det, hvad også bekræftes af, hvad man ved fra andre kilder, at Ørsted ikke, som det tit var sagt om ham, var en svag mand, der lod sig påvirke af stærkere karakterer, men at han fastholdt sine grundsætninger med stor sejhed uden hensyn til hverken kongegunst eller folkegunst, og at han, selv når han måtte vige tilbage, aldrig opgav det mål, der stod ham for øje. – Han døde 1. maj 1860. Da Hans Lassen Martensen talte ved hans kiste i Vor Frue Kirke over prædikerens ord: 
| Citat | Alt er Forfængelighed | Citat |
|       |                       |       |

, sagde han: 
| Citat | Ja vel ville vi sige, at Folkegunst og Fyrstegunst, dersom et Menneske vil binde sit Hjærte dertil, er idel Forfængelighed. Men det er ikke Forfængelighed at bevare Troskab mod den Overbevisning, der har bekræftet sig for Samvittigheden og den prøvende, granskende Tanke, også da, når denne Overbevisning ikke deles af Mængden. Det er ikke Forfængelighed at vandre sin Vej alene, når det sker i Pligtens Bevidsthed. Det er ikke Forfængelighed at vedblive sit Arbejde i Pligtens Tjeneste, også da, når dette Arbejde ikke påskjønnes. | Citat |
|       | |       |

 Han er begravet på Frederiksberg Ældre Kirkegård.
Ørsted var 1813 bleven etatsråd, 1828 konferensråd og 1841 gehejmekonferensråd. 1829 havde han fået Kommandørkorset og 1836 Storkorset af Dannebrog og 1841 Elefantordenen og den norske St. Olafsordens Storkors. 1810 blev Ørsted medlem af Videnskabernes Selskab, til hvis præses han valgtes 1848, og 1815 tildelte både Universitetet i København og Universitetet i Kiel ham den juridiske doktorgrad. 1902 afsløredes en statue af ham i Ørstedsparken, som er opkaldt efter ham og broderen, H.C. Ørsted.

## Den moderne danske retsvidenskabs fader
Om den rolle, A.S. Ørsted har spillet i vor almindelige politik og historie, kan der måske tvistes. Men hans fremragende betydning som jurist er fra alle sider anerkendt: han står ubestridt som vor retsvidenskabs første mand. Når Ørsted således er kommet til at indtage en enestående stilling, skyldes dette, som det plejer at være tilfældet, en forening af sjældne naturanlæg, som gennem hele hans liv havde fået en yderligere udvikling i den særlige retning, hvorpå det her kom an, og de ydre tidsforhold, der havde skabt en situation, hvor hans ejendommelige begavelse ret kunne få lejlighed til at virke.
Sin barndomstid tilbragte Ørsted i Langelands frie natur uden at være besværet med anden læsning end den, han selv tilfældig fik fat i, kun under en ubestemt religiøs påvirkning. Han fik således tidligt udviklet en selvstændig opfattelse, et skarpt blik og en umiddelbar iagttagelsesevne, og der kan vel heller ingen tvivl være om, at det nøje forhold, hvori han hele sit liv stod til broren, den berømte naturvidenskabsmand H.C. Ørsted, også har bidraget til at udvikle hans evner i denne retning.
Påvirkning fra Kant og Fichte
I sine første universitetsår var han væsentlig optaget af filosofiske studier, særlig af Kant, hvis strenge pligtlære og skarpe logiske tænkning påvirkede ham stærkt. En tid så det næsten ud, som om filosofien helt skulle tage magten over ham, således i hans i øvrigt udmærkede og for hans alder sjælden modne prisskrift Over Sammenhængen mellem Dydslærens og Retslærens Princip (1798).
Særlig under påvirkning af Fichte fandt dog i hans betragtningsmåde snart en løsrivelse af retten fra moralen sted, og skønt Ørsted senere igen vendte tilbage til det moralske udgangspunkt, betragtede han dog fra nu af moralen, der for øvrigt hos Ørsted efterhånden antog et vist religiøst præg, blot som det almindelige grundlag og mål for retsordenen, men uden at han dog derfor ville forsøge direkte på denne at overføre moralens principper.
Den tidlige modning havde også sin begrænsning
Allerede i sit skrift om forordningen om trykkefrihedens grænser af 27. september 1799, der udkom 1801, brød han da fuldstændig igennem som jurist, idet man her, i det mindste antydningsvis, finder de fleste af de synspunkter, der blev bestemmende for hans senere juridiske forfattervirksomhed.
Denne tidlige modenhed hos Ørsted, der gjorde det muligt for ham allerede som 22-årig ung mand væsentlig at have sit livsprogram færdigt, er ikke det mindst fænomenale ved Ørsteds personlighed også som jurist. At han således gennem et langt liv bevarede sine almindelige synspunkter så godt som uforandrede, gav på den ene side hans virksomhed en ejendommelig styrke og harmoni, men det medførte også en vis begrænsning.
Det var ikke blot i rent politisk henseende, at Ørsteds fra et enevældestandpunkt i høj grad frisindede og fremskredne grundopfattelse dog i længden viste sig utilstrækkelig til at fyldestgøre en demokratisk forfatnings videregående krav. Men også den nyere tids socialpolitiske tanker stod Ørsted ret fremmed og uforstående over for, således som navnlig hans stilling til fyrrernes husmandsbevægelse viste. Dog må det ikke overses, at det standpunkt, hvortil han var nået i slutningen af det 18. århundrede, viste sig tilstrækkelig fremskredent til at bære bevægelsen et godt stykke ind i det 19., og det var først på et tidspunkt i hans liv, hvor de fleste plejer at have afsluttet deres offentlige virksomhed, at han ikke helt formåede at følge med udviklingen.
Impulser fra fra den praktiske juridiske virksomhed gav ham det "reale syn på retten"
Det var fra sin praktiske juridiske virksomhed, som dommer, generalprokurør og kancellideputeret, at Ørsted for størstedelen modtog impulserne til sin juridiske forfattervirksomhed. Adskillige spørgsmål, særlig fra processen, havde været forelagte ham til umiddelbar afgørelse, og også mere indirekte havde han fra sin praktiske embedsgerning hentet næring for sit reale syn på retten og dens videnskab.
Der består efter Ørsteds opfattelse overhovedet ingen virkelig modsætning mellem den sande teori og den rigtige praksis. Hvis en teori ikke passer på de menneskelige forhold, er det tegn på, at den er urigtig, for det er jo netop disse forholds væsen, den skal lære os at kende. Og omvendt må enhver god praksis til en vis grad lade sig lede af almindelige hensyn og bliver for så vidt til en slags teori. Det er derfor ikke rigtigt, når det ofte påstås, at videnskaben skulle gøre retsplejen mindre fast og sikker. Tværtimod vil alene en sand, en fra livet udgået retsvidenskab kunne forhindre praksis fra helt at famle i blinde.
Ikke længere blot ordfortolkning, men lovens fornuftige mening er hovedsagen
Dette reale syn på retten får da særlig betydning ved spørgsmålet om loves fortolkning. Det kan her lige så lidt komme an på det døde bogstav som på lovens ved metafysiske spekulationer udfundne ”Ånd”, men der spørges alene om lovens fornuftige mening. Den blotte ordfortolkning kan ikke være tilstrækkelig. Ordene er ofte tvivlsomme, og det er overhovedet umuligt at give så faste regler, at anvendelsen kun skulle bero på en logisk subsumtion – begrebet og virkeligheden dækker ikke hinanden. Man må da, ligesom hvor der slet ingen skrevne love findes om forholdet, tage sin tilflugt til fornuften. Men denne ”Fornuft” trænger her til en nærmere bestemmelse.
Det drejer sig om en særlig juridisk fornuft – et hensyn til det juridisk fornuftige
Den er ikke enstydig med, hvad der umiddelbart måtte tiltale den såkaldte ”sunde Menneskeforstand”. Det er en særlig juridisk fornuft, som der er tale om. Og det ejendommelige ved denne ligger navnlig deri, at fornufthensynene her har antaget en sådan fast skikkelse, at der på dem kan bygges en almindelig regel. Denne bestemmes altså ikke ved et enkelt hensyn; en juridisk betragtning, der alene ser den ene side ved sagen og lukker øjnene for de andre, altså glemmer de forskellige formåls relativitet, stempler Ørsted ved flere lejligheder som ”overspændt”.
En almindelig regel dannes ud fra disse "fornufthensyn"
Reglen fremkommer gennem en brydning mellem ofte ganske modstridende hensyn. Og denne kamp mellem de forskellige Interesser foregår ude i selve livet. Den juridiske fornuft lader sig derfor ikke, som den gamle naturret antog, udfinde ved lærde spekulationer i studerekammeret. Den er overhovedet ikke nogen tænkt størrelse, men en realitet. Den naturlige rets regler findes udviklede i selve samfundslivet, bestemte ved dettes historiske forudsætninger og anerkendte af den almindelige folkebevidsthed som stemmende med samfundets tarv. I denne formulering af den naturlige ret viser Ørsted for øvrigt tydelig påvirkning af den historiske skole i Tyskland med dens daværende fornemste repræsentant, Savigny.
"Det juridisk fornuftige" har også betydning for dommerens juridiske bedømmelse
Dette hensyn til det juridisk fornuftige øver efter Ørsteds opfattelse ikke blot sin indflydelse ved fastsættelsen af lovens almindelige indhold; men dets betydning er i virkeligheden ikke mindre, hvor der bliver spørgsmål om lovens anvendelse i det enkelte tilfælde. Ved dommerens juridiske bedømmelse af handlingen, ved afgørelsen af, om et faktum kan anses for bevist eller ikke, er det ikke en blot logisk operation, der foregår, og det er derfor heller ikke muligt at binde ham ved absolutte regler, men meget må her overlades til "Dommerens egen Reflexion, hans umiddelbare Takt for det rette og sande", idet han selv må søge at finde de ”Mellembegreber”, der betinger lovens anvendelse.
Ørsted som foregangsmand
Gennem dette realistiske program har Ørsted tidligere og i hvert fald klarere end det skete i Tyskland, tegnet vejen for det følgende hundredårs jurisprudens. Og fortjenesten herved bliver dobbelt stor, når man ser den på baggrund af den danske retsvidenskabs almindelige tilstand på den tid, da Ørsted trådte frem. Den daværende ”Lovkyndighed”, som den træffende betegnede sig, bestod gennemgående kun af en ret udvortes sammenstilling af de gældende lovbestemmelser og dertil knyttet overfladisk og åndløs kommenteren af enkelte tvivlsomme udtryk. De almindelige ræsonnementer var i det væsentlige hentet fra den abstrakte naturret, der blev udledt af den romerske ret som udtryk for den evige juridiske fornuft, og de var derfor så godt som uden tilknytning til de særlige danske forhold. En virkelig national retsvidenskab, der byggede sine betragtninger på en dyberegående granskning af det danske retslivs ejendommelige forhold, kan først ved Ørsted siges at have fået sin fulde grundlæggelse.
Ørsteds personlige forudsætninger var blandt andet god iagttagelses- og abstraktionsevne
Til denne opgaves løsning medbragte nu også Ørsted ganske sjældne personlige betingelser. Foruden den strenge moralske sans, der dannede den faste undergrund for al hans juridiske virken, besad han i sjælden rig og harmonisk udvikling de to evner, som kun i deres forening kunne frembringe den store jurist: en skarp konkret iagttagelsesevne, som straks lod ham få fat i det enkelte tilfældes individuelle ejendommeligheder, og en overlegen abstraktionsevne, hvorved han samtidig kunne overskue og gennemtænke de almindelige hensyn og tillægge dem deres tilbørlige vægt. Den kunst, med intuitivt blik og næsten instinktmæssig sikkerhed at kunne finde den bedste regel for de enkelte tilfælde, havde Ørsted udviklet til en genialitet, hvorved han i meget minder om de store romerske og engelske jurister.
Med sin overlegne ”juridiske Fornuft” har Ørsted da gennemtrængt omtrent hele vort retsliv. Han har i sin virksomhed som dommer på mangfoldige områder præget vor praksis. I sin 35-årige embedsgerning som medlem af kancelliet, hvormed han i 23 år forbandt stillingen som generalprokurør, har han øvet en betydningsfuld medvirkning ved de allerfleste af de forordninger, der på den tid så lyset, og navnlig er de systematiske straffelove fra 1833 og 1840-41 gennem ham tydelig blevet præget af straffetrusselsteorien i den noget mildnede form af en ”Advarselstheori”, hvortil Ørsted i det væsentlige bekendte sig. Straffetrusselsteorien går ud fra, at borgerne afholder sig fra at begå forbrydelser på grund af frygten for straf.

### Resumerende vurdering
Ørsteds omfattende litterære produktion
Men frem for alt er det dog Ørsteds virksomhed for den danske retsvidenskab, der har sat de varigste spor for eftertiden. Allerede bedømt efter dens ydre omfang er Ørsteds litterære produktion ganske overvældende. For blot at nævne det vigtigste, er der hans før omtalte skrift om trykkefrihedens grænser (1801), Skriftet om Tyveri (1809), Eunomia i fire bind (1815-1822), der indeholder en samling af hans mest udmærkede afhandlinger, og hans håndbog over den danske og norske lovkyndighed i seks bind (1822-35). I formen fremtræder dette værk nærmest som en række noter til Hurtigkarls lærebog, og det bliver derved noget mindre let tilgængeligt end Ørsteds andre skrifter med deres vel noget brede, men klare og let læselige stil. Dertil slutter sig forskellige tidsskrifter: Juridisk Arkiv, Nyt juridisk Arkiv, Arkiv for Retsvidenskaben, Collegial-Tidende, Ny Collegial-Tidende og Juridisk Tidsskrift, hvert bestående af en lang række bind, og en på tysk udgiven samling Abhandlungen aus dem Gebiete der Moral- und Gesetzgebungs-Philosophie i tre bind (1818-26), hvormed Ørsted gjorde sit navn kendt og anset i Tyskland.
Ørsted søgte inspiration især i tysk retslitteratur
Det er særlig gennem denne vidt omspændende juridiske forfattervirksomhed, at Ørsted har formået at omdanne vort hele retsgrundlag, at hæve den åndløse lovkommenterens og golde naturrets band og lede vor retsudvikling ind i den sunde realismes frugtbringende baner. Han kunne, efter hvad der er sagt, ikke til dette arbejde finde nogen synderlig støtte hos den daværende danske retsvidenskab. Derimod har Ørsted i ikke ringe omfang draget nytte af samtidens fremmede, særlig tyske retslitteratur, men denne benyttelse er dog altid sket på en i høj grad selvstændig og original måde, og de videnskabelige resultater, han har nået, kunne derfor med fuld ret betegnes som hans egen åndelige ejendom.
Ejendomsretten skal nu reguleres og begrænses af samfundshensyn i stedet for af naturretten
I stedet for naturrettens absolutte begreb om ejendomsretten som en ret, der beskyttes for dens egen skyld, har han sat den moderne opfattelse, hvorefter denne ret på alle områder reguleres og begrænses af samfundshensyn. Han har gennembrudt den gammeldags opfattelse af det juridiske bevis som en sikker, næsten matematisk størrelse og fastslået dets karakter af en art ”historisk Vished”, hvis bedømmelse og fastsættelse i høj grad må afhænge af dommerens skøn. I forbindelse dermed har han fået fjernet eller lempet adskillige af den ældre rets stive bevisregler og navnlig skaffet indiciebeviset den anerkendelse, der tilkommer det.
Fortolkning, retssædvane mv.
Det er fremdeles Ørsted, vi skylder den væsentligste del af nutidens lære om fortolkning og retssædvane, om lovens tilbagevirkende kraft og om anvendelse af fremmed ret ved danske domstole. Gennem sin ”Fornuftfortolkning” har han fjernet adskillige urimeligheder i vor umyndighedslovgivning, han har fastslået den med nutidens opfattelse stemmende regel, at et løfte om ægteskab ikke skal være juridisk forpligtende som andre kontrakter, på den anden side har han udviklet de af omsætningslivet påkrævede regler om penge og gældsbreve og endelig ydet omfattende bidrag af varig betydning til vor erstatnings- og strafferet.
Der findes overhovedet ikke mange juridiske forhold, som Ørsted ikke har gjort til genstand for en ny og indtrængende behandling. For vor proces, hvor ganske vist også den senere udvikling i lovgivning og videnskab har været forholdsvis mindre, står Ørsteds lærdomme endnu for en stor del med umiddelbar gyldighed. Men også på de fleste andre retsområder spores stadig Ørsteds mægtige ånd, idet hans arbejder har banet vejen og lagt den faste grund for den senere tids forskning. Med fuld ret har man derfor betegnet Anders Sandøe Ørsted som ”vor moderne Retsvidenskabs Fader”.

## Forfatterskab
- Troels G. Jørgensen (red.), Skrifter i udvalg, 7 bind, Gyldendal 1930-36:
  - Bind 1-2: Privatretlige Skrifter i Udvalg, 1-2. Afd, 1930.
  - Bind 3-4: Strafferetlige Skrifter i Udvalg, 1-2. Afd, 1931.
  - Bind 5: Processuelle Skrifter i Udvalg, 1932.
  - Bind 6: Blandede Skrifter i Udvalg, 1933.
  - Bind 7: Moralfilosofiske Skrifter i Udvalg, 1936.
- Harald Jørgensen (red.), Arbejder om Trykkefriheden, Gyldendal, 1947.
- A.S. Ørsted, For den danske Stats Opretholdelse i dens Heelhed : en historisk statsretlig Undersøgelse, Gyldendal, 1950.
- A.S. Ørsted, At mit livs of min tids historie : udgivet med forkortelser i hundredaaret for oprettelsen af det Anders Sandøe Ørstedske prismedaille legat ved legatets bestyrelse, Arne Frost-Hansens forlag, 1951.